# Bridget Parker
Pour les articles homonymes, voir Parker.
Bridget Parker (née le 5 janvier 1939) est une cavalière britannique.

## Biographie
Bridget Parker est membre de l'équipe olympique de Grande-Bretagne de concours complet aux Jeux olympiques d'été de 1972 et remporte la médaille d'or en concours complet par équipes avec Richard Meade, Mary Gordon-Watson et Mark Phillips.